# San Fernando (Masbate)
San Fernando ist eine philippinische Stadtgemeinde in der Provinz Masbate, in der Verwaltungsregion V, Bicol. Sie hat 23.057 Einwohner (Zensus 1. August 2015), die in 26 Barangays lebten. Sie liegt auf der Insel Ticao. Ihre Nachbargemeinden sind San Jacinto im Nordwesten, Batuan im Südosten. Die beiden langen Küstenstreifen der Gemeinde liegen an der Samar-See.

## Baranggays
| - Altavista - Resurreccion - Buenasuerte - Buenavista - Buenos Aires - Buyo - Cañelas - Corbada - Daplian - Del Rosario - Ipil - Lahong - Lumbia | - Magkaipit - Minio - Pinamoghaan - Baybaydagat Pob. - Silangan Pob. - Magsasaka Pob. - Bayanihan Pob. - Progreso - Salvacion - Sowa - Talisay - Valparaiso |